# 前田恭二
前田 恭二（まえだ　きょうじ、1964年-　）は、日本の美術評論家、ジャーナリスト（読売新聞記者）。
山口県生まれ。山口県立山口高等学校卒、1987年東京大学文学部美術史学科卒業後、読売新聞社入社。読売新聞東京本社文化部次長。2015年『絵のように 明治文学と美術』で芸術選奨新人賞受賞。

## 著書
- 『やさしく読み解く日本絵画 雪舟から広重まで』新潮社 とんぼの本 2003
- 『絵のように 明治文学と美術』白水社 2014
- 『関東大震災と流言 水島爾保布 発禁版体験記を読む』岩波書店 岩波ブックレット 2023
- 『文画双絶　畸人水島爾保布の生涯』白水社 2024

## 注
1. ↑  『週刊朝日』1983年4月1日「東大合格者高校別全氏名」
2. ↑  『絵のように』著者紹介